# Pannenoisance
Pannenoisance ist nach dem Perlesvaus neben Carduel und Camaalot (Camelot) eine der drei Burgen König Artus’. Sie liegt an der See.
Die walisische Namensform, 14. Jahrhundert, ist Penneis(s)ence.
Nitze identifiziert sie mit Penzance in der Nähe von Land’s End in Cornwall.